# Erigorgus sinuosus
Erigorgus sinuosus är en stekelart som beskrevs av Dasch 1984. Erigorgus sinuosus ingår i släktet Erigorgus och familjen brokparasitsteklar. Inga underarter finns listade i Catalogue of Life.